# Thai Super Cup
Der Thai Super Cup (thailändisch ไทย ซูเปอร์คัพ) war ein nationaler thailändischer Fußballwettbewerb. Der Pokalwettbewerb wurde einmalig im Jahr 2009 ausgetragen. Organisiert wurde der Wettbewerb von der Football Association of Thailand. Am Wettbewerb nahmen die vier erstplatzierten Vereine der abgelaufenen Saison teil.

## Thai Super Cup 2009
Der Thai Supercup 2009 wurde vom 22. Dezember 2009 bis 27. Dezember 2009 im Suphachalasai Stadium in der thailändischen Hauptstadt Bangkok ausgetragen. Sieger wurde Bangkok Glass.

### Teilnehmende Mannschaften
| Platzierung 2009 | Mannschaft         |
| ---------------- | ------------------ |
| Meister          | Muangthong United  |
| Vizemeister      | Chonburi FC        |
| 3. Platz         | Bangkok Glass      |
| 4. Platz         | BEC Tero Sasana FC |

### Preisgeld
| Platzierung | Preisgeld    |
| ----------- | ------------ |
| 1. Platz    | 600.000 Baht |
| 2. Platz    | 400.000 Baht |
| 3. Platz    | 300.000 Baht |
| 4. Platz    | 200.000 Baht |

### Spiele
|                    | Ergebnis |                    |
| ------------------ | -------- | ------------------ |
| 22. Dezember 2009  |          |                    |
| BEC Tero Sasana FC | 2:3      | Bangkok Glass      |
| Muangthong United  | 1:2      | Chonburi FC        |
| 24. Dezember 2009  |          |                    |
| BEC Tero Sasana FC | 3:2      | Muangthong United  |
| Chonburi FC        | 1:2      | Bangkok Glass      |
| 27. Dezember 2009  |          |                    |
| Chonburi FC        | 1:2      | BEC Tero Sasana FC |
| Muangthong United  | 2:4      | Bangkok Glass      |

### Tabelle
| Platz | Verein             | P | G | U | V | T | GT | +/- | Punkte |
| ----- | ------------------ | - | - | - | - | - | -- | --- | ------ |
| 1     | Bangkok Glass      | 3 | 3 | 0 | 0 | 9 | 5  | +4  | 9      |
| 2     | BEC Tero Sasana FC | 3 | 2 | 0 | 1 | 7 | 6  | +1  | 6      |
| 3     | Chonburi FC        | 3 | 1 | 0 | 2 | 4 | 5  | −1  | 3      |
| 4     | Muangthong United  | 3 | 0 | 0 | 3 | 5 | 9  | −4  | 0      |